# Enfant de Mojokerto
L' enfant de Mojokerto, également appelé Mojokerto 1 et Perning 1, est un Homo erectus immature connu par son crâne fossilisé découvert près de Mojokerto (Java oriental, Indonésie) et daté de 1,4 million d'années environ. Ce fossile a suscité interrogations et débats concernant le genre auquel il appartient et, surtout, au sujet de l'âge de l'enfant au moment de son décès, et de la datation du crâne. 
Il s'agit de l'unique fossile disponible d'un très jeune enfant Homo erectus, ce qui contribue à accroître sa valeur d'un point de vue scientifique. 
La découverte du crâne en 1936 est attribuée à Ralph von Koenigswald ;  un Indonésien nommé Andojo (parfois appelé Tjokrohandojo ou Andoyo) qui participait à des fouilles paléontologiques à l'est de Java au sein d'une équipe dirigée par Ralph von Koenigswald l'a trouvé et montré à R. von Koenigswald.     

## Genre

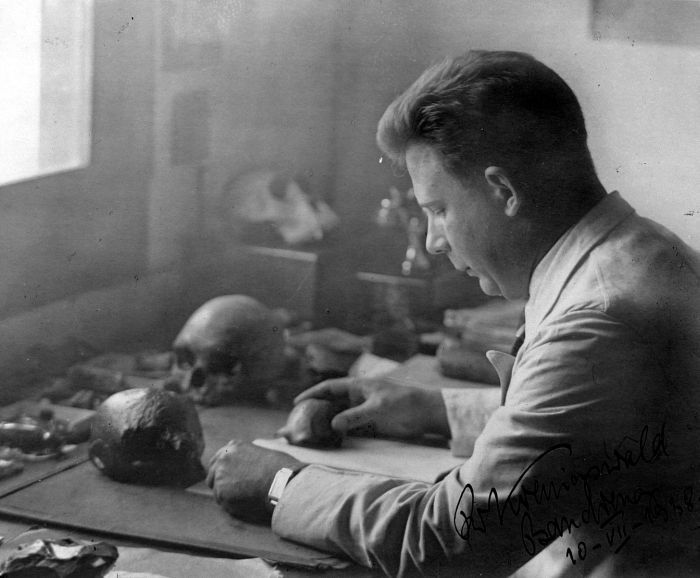
GHR von Koenigswald (1902–1982), dont l'équipe a découvert l'enfant Mojokerto

Ralph von Koenigswald a nommé le fossile Pithecanthropus modjokertensis (d'après la ville voisine de Mojokerto, autrefois translittérée "Modjokerto"). Eugène Dubois, qui avait découvert l'homme de Java dans les années 1890 et l'avait nommé Pithecanthropus erectus  (Pithecanthropus signifiant "homme-singe"), exprima son désaccord. Von Koenigswald rebaptisa Homo modjokertensis son fossile qui a finalement été classé comme Homo erectus tout comme l'Homme de Java et les nombreux fossiles d'hominines que von Koenigswald et d'autres ont trouvés à Sangiran.     
Les deux noms de catalogue du fossile, "Mojokerto 1", et "Perning 1", renvoient à la ville de Mojokerto, située à 9,7 km au sud-ouest du site, et au village de Perning, situé à 3,5 km au sud du site.

## Âge de l'enfant
L'âge attribué au spécimen au moment de sa mort était compris entre 4 et 6 ans jusqu'en 2004, moment où cet âge a fait l'objet d'une nouvelle évaluation, grâce à l'utilisation d'un tomographe qui a permis d'analyser les structures internes du crâne ; cette nouvelle technique, et la comparaison avec des crânes de chimpanzés et d'Homo sapiens actuels, ont conduit à établir une estimation bien plus basse ; l'enfant devait être âgé d'un an environ. Selon cette étude de 2004, le mode de croissance du cerveau des Homo erectus diffère considérablement de celui d' Homo sapiens : Homo erectus se caractérise par une maturité cérébrale précoce, et une croissance très rapide ; à 1 an le cerveau atteint déjà 72 à 84% du volume du cerveau d'un Homo erectus adulte ; Homo sapiens se distingue quant à lui par son immaturité cérébrale (et motrice) à la naissance, et une croissance lente du cerveau, dont le volume, à 1 an, ne représente que 50% du volume du cerveau d'un adulte ; cette maturation tardive serait favorable au développement des capacités cognitives.  
Il y aurait une corrélation entre le rythme de croissance cérébrale et l'acquisition du langage : seule une évolution lente du cerveau permettrait l'acquisition du langage articulé,.

## Controverse sur la datation du fossile
Pendant des décennies, l'enfant de Mojokerto, dont le sexe est inconnu, a été considéré comme non datable, car le site exact où le fossile a été trouvé n'a pas pu être clairement localisé. En 1985, quatre emplacements différents avaient été proposés comme sites possibles de la découverte. On ne savait pas non plus si le fossile avait été exhumé ou trouvé à la surface, ce qui rend la datation difficile, quand bien même le site aurait été identifié avec certitude. 
Alors que l'âge du fossile était estimé à moins d'1 million d'années, en 1994, le géochronologue Garniss Curtis et le paléontologue Carl C. Swisher III ont utilisé la méthode de datation argon-argon pour proposer une date de 1,81 ± 0,04 Ma, soit 1,81 million d'années avec une marge d'erreur de plus ou moins 40 000 ans. Leur échantillon de roche — « grains de hornblende de pierre ponce volcanique qui semblaient correspondre aux sédiments remplissant le crâne » — provenait d'un site qui leur avait été montré en 1990 par Teuku Jacob, un paléoanthropologue indonésien qui avait étudié sous la direction de Ralph von Koenigswald. Swisher et Curtis ont annoncé leur découverte dans un article de la revue Science en 1994, et fait valoir que cette date avait des implications importantes concernant notre compréhension des premières migrations humaines hors d'Afrique. 
L'ancienneté surprenante du fossile a été annoncée dans plus 221 journaux,  notamment en première page du New York Times, et dans des articles  des magazines Discover, New Scientist et Time. La conclusion de Swisher et Curtis a été vivement débattue, car cela signifiait que l'enfant de Mojokerto était aussi vieux que les plus anciens spécimens connus d' Homo ergaster africain (également appelé Homo erectus sensu lato ), suggérant que l' Homo erectus aurait pu quitter l'Afrique beaucoup plus tôt qu'on ne le pensait,,, ou qu'il avait même évolué en Asie du Sud-Est plutôt qu'en Afrique comme la plupart des scientifiques l'avaient supposé. Peu de critiques ont remis en question la méthode de datation, mais plusieurs ont objecté que, considérant l'incertitude qui entourait le site de découverte du fossile, il n'était pas clair si les échantillons de roche utilisés pour la datation avaient été prélevés au bon endroit. 
En 2003, un article publié par l'archéologue Mike Morwood et ses collègues présentait 1,49 ± 0,13 Ma comme plus ancienne date possible, en se fondant sur la « datation par les traces de fission de grains de zircon uniques». Morwood a soutenu que les échantillons de roche datés par Curtis et Swisher provenaient d'un lit de pierre ponce situé à 20 mètres au-dessous de celui sur lequel le calvarium de Mojokerto a été trouvé. L'horizon situé immédiatement sous le fossile (que  Morwood appelle "Pumice Horizon 5") remonte à 1,49 Ma, alors que celui juste au-dessus (appelé  « Horizon pierre ponce 6 ») date de 1,43 ± 0,1 Ma. En 2006, l'archéologue australien Frank Huffman a utilisé des images et des notes de terrain des années 1930 pour identifier le site exact de l'excavation et a confirmé que le fossile a été effectivement trouvé entre les deux couches que Morwood avait datées. Les conclusions de Morwood et Huffman ont été largement acceptées,,